# Gonfaloniere di Giustizia (Firenze)
Il Gonfaloniere di Giustizia era una figura istituzionale del governo fiorentino introdotta a partire dal 1293, con l'entrata in vigore degli Ordinamenti di Giustizia di Giano Della Bella. Il Gonfaloniere costituiva la suprema magistratura e presiedeva il Collegio dei Priori nel governo della Repubblica fiorentina. Aveva per insegna il gonfalone recante lo stemma del popolo fiorentino: una croce rossa in campo bianco.

## Premessa

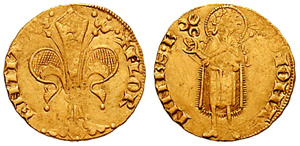
Fiorino (1332-1348)

L'Italia del Duecento fu una "terra di città" e Firenze fu uno dei comuni più fiorenti e politicamente irrequieti di quel secolo; il segno più evidente della sua prosperità e potenza economica era dato dalla coniazione del fiorino d'oro (del peso di circa 3 grammi e mezzo) a partire dal 1252 e dalla presenza di grandi compagnie mercantili e finanziarie, ramificate in tutta Europa e in Africa, i cui esponenti reclamavano un crescente coinvolgimento nella vita politica cittadina, rivendicando una pari se non maggiore dignità rispetto alle antiche famiglie della nobiltà terriera inurbata, ormai improduttiva. Le Arti Maggiori furono nel XIII e XIV secolo i cardini dell'ascesa economica della città e della rivalsa della borghesia sulla nobiltà feudale, almeno fino al 1347, quando la bancarotta della monarchia inglese per le spese militari nella Guerra dei Cento Anni contro la Francia, trascinò nella rovina anche i banchi dei Bardi e Peruzzi (entrambi creditori di cifre da capogiro; si parla di circa 600.000 fiorini solo da parte dei Peruzzi).

## Il Governo del Primo Popolo

Stemma guelfo

Il dualismo politico caratterizza l'evoluzione delle istituzioni cittadine nel corso del ‘200; la lotta tra guelfi
e ghibellini (in cui tutta la nobiltà fiorentina è confluita) rientra nel generale andamento delle vicende italiane ed europee del XIII secolo, con fasi vittoriose alterne e la relativa espulsione del partito avverso in caso di sconfitta. Nel 1250, dopo la morte di Federico II di Svevia, la fazione guelfa riesce a imporsi grazie al cosiddetto Governo del Primo Popolo, che segna l'inizio dell'ascesa delle Arti nel governo cittadino; i membri delle corporazioni entrano infatti a far parte dei Consigli delle due massime Magistrature, il Consiglio degli Anziani e del Capitano del Popolo, la nuova carica introdotta per affiancare il Podestà nelle sue funzioni. Podestà e Capitano si trovano così a svolgere i medesimi incarichi (l'emanazione di leggi, l'imposizione di tasse e gli ordini di carattere militare) e sono entrambi a capo di due Consigli, uno composto da 300 e l'altro da 90 membri, affiancati appunto dal Consiglio dei 12 Anziani e da quello dei cosiddetti 36 boni homines, cittadini molto selezionati che hanno il difficile compito di dirimere le eventuali controversie e cercare un accordo tra tutti i partecipanti al governo. Sono presenti nei consigli anche i Gonfalonieri, che ancora indicano semplicemente coloro che guidano le milizie cittadine, divise in “popoli”, o parrocchie, ognuna di queste contraddistinte dal proprio vessillo, detto appunto Gonfalone. Nel 1260, però, Siena sconfigge i fiorentini nella battaglia di Montaperti e ciò consente il rientro degli esponenti ghibellini a Firenze che decretano la fine del Governo del Primo Popolo. Il predominio della fazione ghibellina del resto non è di lunga durata perché nel 1266 Manfredi, figlio di Federico II, viene sconfitto nella battaglia di Benevento e così i guelfi rientrano nuovamente a Firenze, dando vita stavolta al brevissimo Governo di Parte Guelfa, composto dai membri degli strati più alti della popolazione ma già abolito l'anno successivo per l'intervento di Carlo d'Angiò, che in cambio della propria protezione si autoproclama Podestà fino al 1274.

## Il Priorato delle Arti

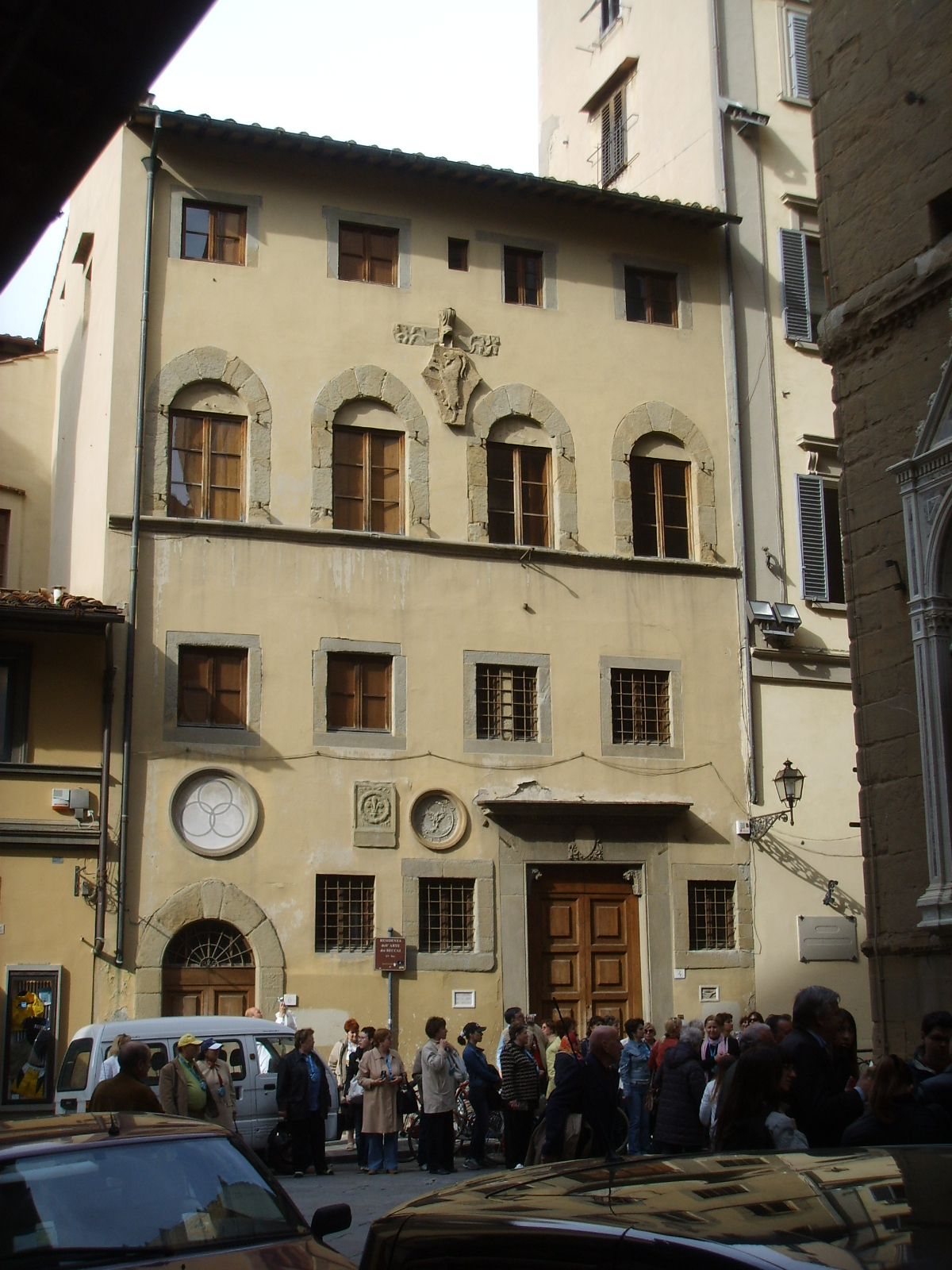
Il palazzo dell'Arte dei Beccai

Si giunge così al 1282 e alla creazione del Priorato delle Arti, un nuovo organo composto inizialmente da 3 e poi da 6 membri eletti tra gli appartenenti alle ventuno Corporazioni delle arti e mestieri, che raggiungono così il massimo riconoscimento giuridico-politico necessario per ambire alla guida delle istituzioni cittadine; il provvedimento più significativo infatti è dato dal fatto che la partecipazione alla vita politica è vincolata all'iscrizione, anche solo formale, a una delle Arti Maggiori o Medie. 
Il Priorato si affianca ai Consigli già presenti nelle magistrature fiorentine con a capo un Capitano Difensore delle Arti; i suoi membri, i priori, termine peraltro già esistente ma che indicava una carica con diverse funzioni, restano in carica per due mesi soltanto e questo, oltre a consentire una certa "mobilità" tra i suoi esponenti, evita l'accentramento del potere nelle mani di una sola persona, mettendo così la città al riparo dall'avvento di un tiranno. 
Il governo del Priorato, che aveva grandi poteri sia decisionali sia esecutivi, decreta il successo delle Corporazioni maggiori, soprattutto quella dell'Arte della Lana e dell'Arte dei Giudici e dei Notai; bisogna del resto tenere presente, che sia il Governo del Primo Popolo sia quello del Priorato, pur allargando la base sociale rispetto al vecchio comune aristocratico, è monopolizzato sia dal popolo grasso sia dalle famiglie magnatizie ormai molto vicine tra loro; le Arti Medie ottennero di fatto la propria rappresentanza nei Consigli solo nel 1285, mentre le Arti Minori dovettero accontentarsi di funzioni alquanto ristrette qualche anno più tardi; le maggiori casate di origine mercantile infatti si erano lentamente inserite nell'antica aristocrazia feudale, assimilandone le caratteristiche, mentre le altre appartenenti al popolo grasso avevano preferito non discostarsi troppo dalla moltitudine degli artigiani e dei commercianti più modesti ma molto numerosi in città.

## Il Gonfaloniere di Giustizia
È in quest'ottica che risulta meglio comprensibile la portata più marcatamente “democratica” degli Ordinamenti di Giustizia emanati nel 1293 da Giano della Bella, che pur essendo di nobili origini, volle dare voce alle istanze della “piccola borghesia”, riuscendo a escludere i magnati dalle cariche amministrative e imponendo l'esercizio effettivo di un'Arte per accedere al Priorato. È in questo contesto che viene creata la figura del Gonfaloniere di Giustizia, un magistrato che doveva guidare il Collegio dei Priori e la milizia cittadina contro le eventuali infrazioni dei magnati. Gli Ordinamenti di Giustizia vennero ben presto ridimensionati e nel 1295 Giano venne esiliato da Firenze; il popolo grasso aveva ormai ottenuto la propria vittoria e per non vedersi estromessi dalla vita politica cittadina gli esponenti dell'antica aristocrazia dovettero passare nelle file del partito guelfo (che si era imposto definitivamente con la battaglia di Campaldino del 1289); si formano così due nuove fazioni, i Bianchi, riuniti intorno ai Cerchi, famiglia borghese arricchitasi con i propri affari e disposta a una maggiore apertura verso le Arti Minori, e i Neri, riuniti intorno ai Donati, famiglia della nobiltà feudale contraria a ogni forma di partecipazione popolare e che incontra il consenso di buona parte delle Arti Maggiori, che si sentono indubbiamente più vicine ai magnati “convertiti” che non ai ceti artigiani.

## Il Gonfaloniere dopo gli Ordinamenti

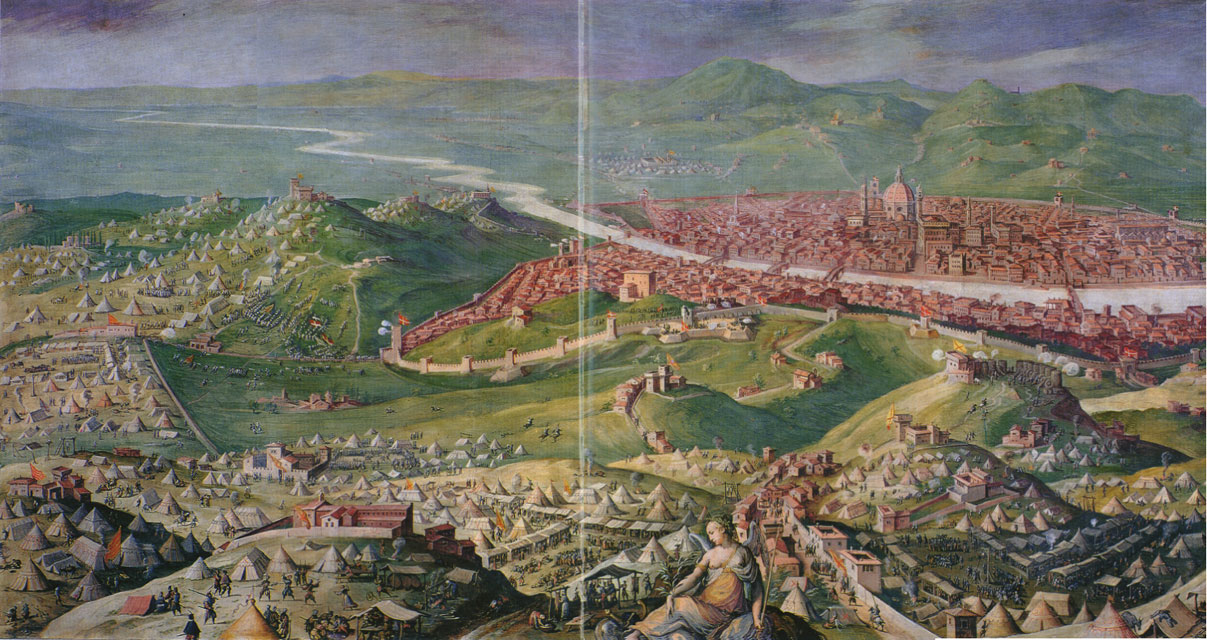
L'assedio di Firenze nel 1530

La carica di Gonfaloniere sopravvive praticamente fino all'abolizione della costituzione repubblicana da parte dei Medici, al loro rientro in città nel 1530; nel '400, infatti, questa carica viene affidata sia ai membri della famiglia Medici sia ai membri delle famiglie a loro vicine e alleate, dando vita a quella signoria dai caratteri del tutto particolari che vede una sorta di potere riconosciuto e, benché mai esplicitamente dichiarato, capace di esautorare le vecchie magistrature.
Dopo la cacciata di Piero de' Medici nel 1494 e la breve parentesi del governo di Girolamo Savonarola, giustiziato nel 1498, le famiglie fiorentine tentano di riorganizzare il governo fiorentino sul modello delle vecchie magistrature comunali, nominando nel 1502 Pier Soderini Gonfaloniere a vita; il suo incarico dura fino al 1512, quando i Medici tornano a Firenze e Piero decide di abbandonare la città. Dopo la reggenza dei discendenti di Lorenzo il Magnifico e la nuova espulsione della famiglia nel 1527, il comune si proclama nuovamente indipendente, ma dopo la tenace resistenza alle truppe imperiali di Carlo V e del papa Clemente VII è costretto ad arrendersi definitivamente. È la fine del sogno repubblicano e l'inizio dell'ascesa della dinastia granducale dei Medici.

## Famiglie dei Gonfalonieri di Giustizia
Di seguito si elencano le famiglie che diedero più di cinque Gonfalonieri alla Repubblica di Firenze:
Acciaiuoli, Alberti, Albizzi, Aldobrandini, Altoviti, Antellesi, Ardinghelli, Baroncelli, Bartoli, Bastari, Beccanugi, Benvenuti, Biliotti, Bonciani, Bordoni, Bucelli, Canigiani, Capponi, Carducci, Carnesecchi, Castellani, Cellai, Cocchi, Coppini, Corbinelli, Corsi, Corsini, Covoni, Cresci, Da Filicaia, Davanzati, Del Benino, Federighi, Gherardi, Gianfigliazzi, Giugni, Guadagni, Guasconi, Guicciardini, Machiavelli, Magalotti, Malegonnelle, Marignolli, Martelli, Medici, Minerbetti, Moregli, Nasi, Neroni, Niccolini, Nobili, Pandolfini, Pecori, Peruzzi, Pitti, Pucci, Quaratesi, Ricci,  Ridolfi, Rondinelli, Rucellai, Sacchetti, Salviati, Serragli,  Serristori, Soderini, Spini, Strozzi, Stufi, Tornaquinci, Valori, Vettori.